# Estrid Tenggren
Hanna Estrid Tenggren, ursprungligen Borrie, född 16 november 1906 i Borrie församling i Ystads kommun, död 20 juni 1997 i Lunds domkyrkoförsamling, var en svensk översättare, korrekturläsare och slöjdlärare. Hon har översatt verk från bland annat spanska, franska, italienska, tyska och engelska, och författare såsom Italo Calvino, Wole Soyinka, Vladimir Nabokov och Federico García Lorca. Hennes översättning av Nabokovs Inbjudan till halshuggning gavs ut först 2002, nästan fyrtio år efter översättningen och fem år efter översättarens död. Under hela sin tid som översättare var hon parallellt verksam som slöjdlärare och korrekturläsare. 

## Biografi
Tenggren föddes 1906 på Borriegården i Stora Herrestad i Borrie församling i Ystads kommun. Hon var dotter till lantbrukaren Carl Borrie, och hans fru Emma, född Nilsson. Efter studentexamen gifte sig Tenggren med agronomen Knut Tenggren, verksam som inspektor på herrgården Tagels gård i Alvesta kommun i Småland. Paret bosatte sig i en flygelbyggnad på gården. De fick tre söner, men två dog som spädbarn. Medan de bodde på gården arbetade Tenggren som slöjdlärare och med textilt hantverk. Hon flyttade ensam tillbaka till Skåne 1955, och bosatte sig till slut i Lund. Hon blev anställd för att läsa korrektur på Håkan Ohlssons boktryckeri.
Efter ett tag började Tenggren även att ägna sig åt översättning. Hon hade på egen hand lärt sig arabiska, finska, franska och ryska, och översatte litteratur från spanska, franska, italienska och tyska. Översättningarna spnan över olika genrer och ämnen – såväl lyrik och vetenskaplig publikationer som fackböcker och skönlitteratur. Vad gäller skönlitteraturen översatte hon i huvudsak romaner och lyrik, men även exempelvis bilderböcker och filmmanus. De första identifierade översättningarna är från 1950-talets slut. 1958 läste Max von Sydow upp hennes översättning av Rainer Maria Rilkes "Sången om kornetten Christoph Rilkes kärlek och död". 1959 tryckte Dagens Nyheter en Tenggren-översättning av Rupert Brooke. 1961 gavs en lyrikantologi med dikter av Pier Paolo Pasolini, Cesare Pavese och andra moderna italienska poeter ut på svenska i översättning av Tenggren, på Bo Cavefors bokförlag. 1962 gav hon även ut en samling tolkningar av Federico García Lorca. Hon översatte under tidigt 1960-tal mycket italiensk lyrik, och flera av poeterna hon översatte introducerades för första gången på svenska.
Tenggren har bland annat översatt verk av den nigerianske nobelpristagaren i litteratur Wole Soyinka till svenska, tillsammans med Eivor Olerup. Hon har även översatt Italo Calvino, och modern italiensk lyrik, samt en tidig översättning av Vladimir Nabokov till svenska. Tenggren färdigställde översättningen av Nabokovs Inbjudan till halshuggning 1963, men utgivningen drogs tillbaka på grund av Filippa Rolf, som Tenggren en tid bodde med, och gavs ut först 2002 i en svit av Nabokovromaner på Albert Bonniers förlag. Många av Tenggrens översättningar gavs ut på skånska bokförlag, inte minst Bo Cavefors bokförlag och Studentlitteratur. Det var bland annat på Cavefors initiativ som hon översatte Wole Soyinka till svenska under 1970-talet, som mottog Nobelpriset i litteratur 1986. Han gav henne också i uppdrag att översätta Johannes Bobrowski.
Tenggren var vän med Jonas Ellerström, men har annars beskrivits som tillbakadragen. När Soyinka tilldelades Nobelpriset i litteratur 1986 blev hon som hans översättare inbjuden, men tackade nej med motiveringen ”Jag samlar inte på berömda personer”.